# Lijst van nummer 0-hits in de Outlaw 41 in 2004
Deze hits stonden in 2004 op nummer 0 in de Outlaw 41:
| Datum        | Artiest                   | Titel                        |
| ------------ | ------------------------- | ---------------------------- |
| 28 januari   | Scissor Sisters           | Comfortably Numb             |
| 4 februari   | Scissor Sisters           | Comfortably Numb             |
| 11 februari  | Scissor Sisters           | Comfortably Numb             |
| 17 februari  | Scissor Sisters           | Comfortably Numb             |
| 25 februari  | Scissor Sisters           | Comfortably Numb             |
| 3 maart      | Daryll-Ann                | We Love Danger               |
| 12 maart     | Daryll-Ann                | We Love Danger               |
| 18 maart     | Daryll-Ann                | We Love Danger               |
| 26 maart     | Bauer                     | Libitz In A Car              |
| 1 april      | Lomax                     | Modern Life                  |
| 9 april      | The Von Bondies           | C'mon C'mon                  |
| 16 april     | Telefon Tel Aviv          | My Week Beats Your Year      |
| 23 april     | Telefon Tel Aviv          | My Week Beats Your Year      |
| 3 mei        | Yellowcard                | Way Away                     |
| 7 mei        | Avril                     | Be Yourself                  |
| 14 mei       | Aveo                      | Dust That Dreams Of Brooms   |
| 21 mei       | Morrissey                 | Irish Blood, English Heart   |
| 28 mei       | Morrissey                 | Irish Blood, English Heart   |
| 3 juni       | Morrissey                 | Irish Blood, English Heart   |
| 7 juni       | Morrissey                 | Irish Blood, English Heart   |
| 8 juni       | Morrissey                 | Irish Blood, English Heart   |
| 11 juni      | Morrissey                 | Irish Blood, English Heart   |
| 17 juni      | Franz Ferdinand           | Matinée                      |
| 25 juni      | Franz Ferdinand           | Matinée                      |
| 2 juli       | The Riplets               | Hey Mickey                   |
| 9 juli       | The Bees                  | Horsemen                     |
| 16 juli      | The Rapture               | I Need Your Love             |
| 23 juli      | Moby & Public Enemy       | Make Love Fuck War           |
| 30 juli      | Moby & Public Enemy       | Make Love Fuck War           |
| 5 augustus   | Sonic Youth               | Unmade Bed                   |
| 13 augustus  | Sonic Youth               | Unmade Bed                   |
| 19 augustus  | Dogs Die In Hot Cars      | Godhopping                   |
| 27 augustus  | The Killers               | Somebody Told Me             |
| 2 september  | The Killers               | Somebody Told Me             |
| 9 september  | Solo                      | Mind                         |
| 16 september | The Polyphonic Spree      | Hold Me Now                  |
| 24 september | The Polyphonic Spree      | Hold Me Now                  |
| 1 oktober    | Nick Cave & The Bad Seeds | Nature Boy                   |
| 7 oktober    | Interpol                  | Slow Hands                   |
| 15 oktober   | Taking Back Sunday        | A Decade Under The Influence |
| 22 oktober   | Taking Back Sunday        | A Decade Under The Influence |
| 29 oktober   | Voicst                    | Whatever You Want From Life  |
| 5 november   | Diplo                     | Summer's Gonna Hurt You      |
| 12 november  | Social Distortion         | Reach For The Sky            |
| 19 november  | Jack Adaptor              | No Logos                     |
| 25 november  | Vast                      | Thrown Away                  |
| 3 december   | Mimezine                  | Can't Get Enough             |
| 10 december  | Eastern Lane              | I Said Pig On Friday         |
| 17 december  | The Delays                | Lost In a Melody             |

- Nederland (Top 40)
- Nederland (Single Top 100)
- Nederland (3FM Mega Top 50)
- Nederland (Outlaw 41)
- Nederland (DVD Top 30)
- Vlaanderen (Radio 2 Top 30)
- Vlaanderen (Ultratop 50)
- Vlaanderen (Top 30 van Ultratop)
- Wallonië
- Australië
- Denemarken
- Duitsland
- Frankrijk
- Ierland
- Italië
- Nieuw-Zeeland
- Noorwegen
- Oostenrijk
- Verenigd Koninkrijk
- Verenigde Staten (Hot 100)
- Zweden
- Zwitserland